# Expresszionista építészet
Az expresszionista építészet egy rövid, 1910/1920-as években jelenlévő építészeti stílus volt Európában.

## Története
Az expresszionista építészet az 1910-es években jelent meg. Forrása a holland Hendrik Petrus Berlage (1856–1934) munkássága (pl. Amszterdami tőzsde, a hágai Oude Schveningsche Weg 42-44. ház). Az építész a középkori holland téglaépítészetből merített alkotásainál, és szorgalmazta a hazai előképek felhasználását a modern építészetben. Mackintosh és Gaudi munkái is hathattak a kialakulásra.
Bizonyos tekintetben a premodern építészet (1910-es évek) és a modern építészet (1920-as évektől) közé beékelődő, rövid ideig jelen lévő stílusként lehet rá tekinteni. Tulajdonképpeni fő jellemzője volt a korabeli síkművészetek jellegzetes megnyilvánulásainak átültetése háromdimenziós építészeti képződményekre. Elsősorban a színház-, mozi- és templomépítészetben találunk rá példákat.
Hoeger Chileshausában az épület egy hajóorrot utánoz. Megfigyelhető emellett a lágy domborodás és az éles sarkok tudatos ellentéte. Az észak-német, román stílusú templomokra hasonlít téglaburkolatával, és 2800 egyforma ablakával. Peder Klimt Grundtvig-templomának homlokzata egy túlméretezett templomi orgonához hasonlít. Az épület az expresszionista templomépítészet példája, amely a hagyományos dán stílusjegyeket ötvözi a modern, geometriai formákkal. Az 1800-as főre tervezett templom építéséhez 6 millió téglát használtak fel. Erich Mendelsohn tengeralattjáró formájú Einstein-tornyát egyből megépülése után az expresszionista építészet szimbólumaként nevezték meg.
Különleges expresszionista formanyelvet is használó alkotás volt a berlini Nagyszínház (en:Großes Schauspielhaus). Az 1800-as évek végén épült egyszerű épületet Hans Poelzig 1918–1919-ben belül új hangulatúvá alakította át a mennyezetről lelógatott, cseppkőalakú függőkúpokkal. Az épületet az 1930-as években belül ismét átalakították. Ma már nem áll, 1988-ban elbontásra került.
A moziépítészetben tovább virágzott más építészeti ágaknál, mert a természetes és a mesterséges világítás különböző módjaival előszeretettel kísérletezett.

## A 20. század második felében
Bár az expresszionista építészet kifejezést elsősorban az 1910/1920-as ilyen stílusú épületeinek összességére értik, előfordul, hogy jóval később épült létesítményeken is ilyen jellegű jellemzőket találnak, például:
- Friedensreich Hundertwasser: Hundertwasser-ház, Bécs (1983–1986)[10]

## Példák
- J. M. van der Mey: Hajózási-ház (Scheepvaarthuis), Amszterdam (1911–1916)[2]
- Eigen Haard-lakótelep, Amszterdam (1915–1916)[11]
- Hans Poelzig: Nagyszínház (Großes Schauspielhaus), Berlin (1919)[12]
- Vladimir Tatlin: Internacionálé emlékműve (1920) – terv[11]
- Walter Gropius: Elesettek emlékműve (Denkmal der Märzgefallenen), Weimar (1920)[5]
- Erich Mendelsohn: Einstein-torony (Einsteinturm), Potsdam (1920–1921)[5][8][13]
- Erich Mendelsohn: Kalapgyár (Hutfabrik), Luckenwalde (1921–1923)[14]
- Peder Klimt: Grundtvig-templom (Grundtvigs Kirke), Koppenhága (1921–1926)[7]
- Otto Bartnings: Csillagtemplom (1922) – terv[5]
- Le Corbusier: Hárommillió lakosú város (1922) – terv[15]
- Fritz Hoeger: Chile-ház (Chileshaus), Hamburg (1922–1923)[5][6]
- Wilhelm Kunz és Henrich Mangel: Víztorony, Bremerhaven-Wulsdorf (1927)[16][17]

## Képtár

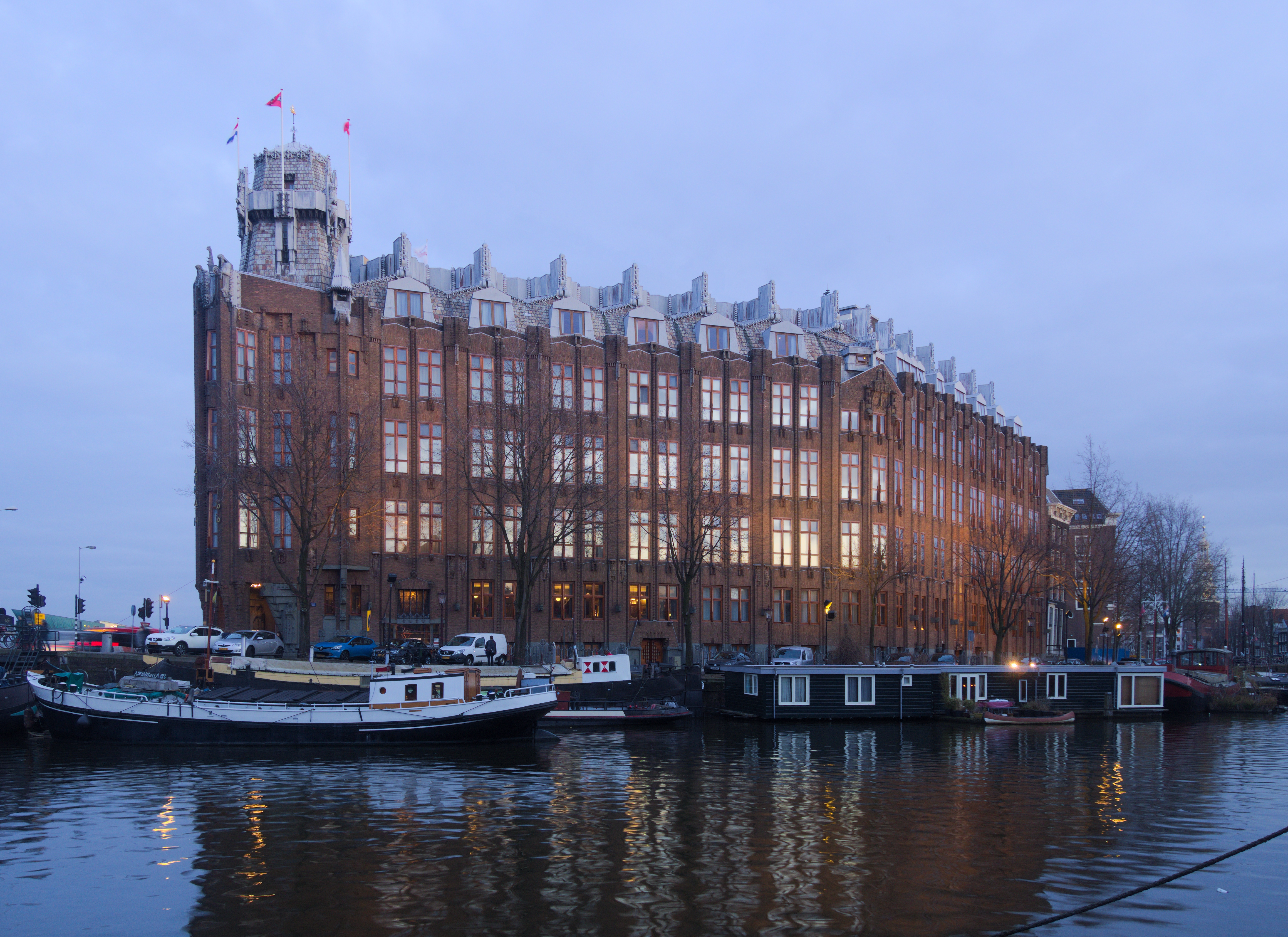
Hajózási-ház
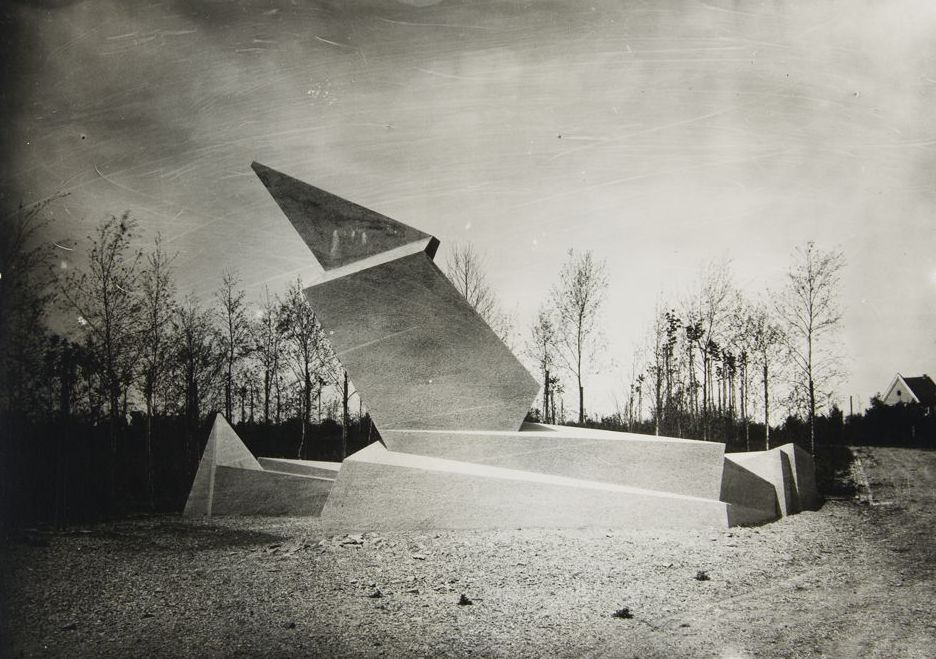
Elesettek emlékműve
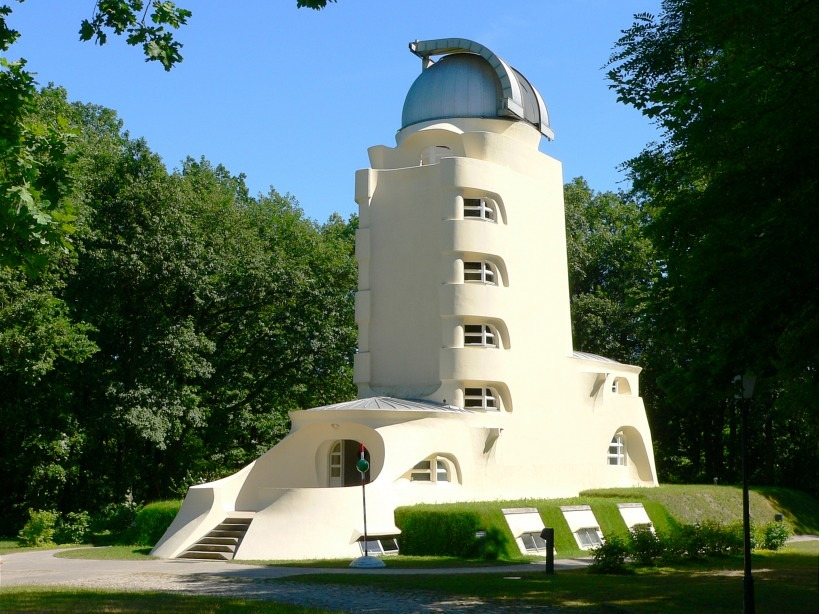
Einstein-torony
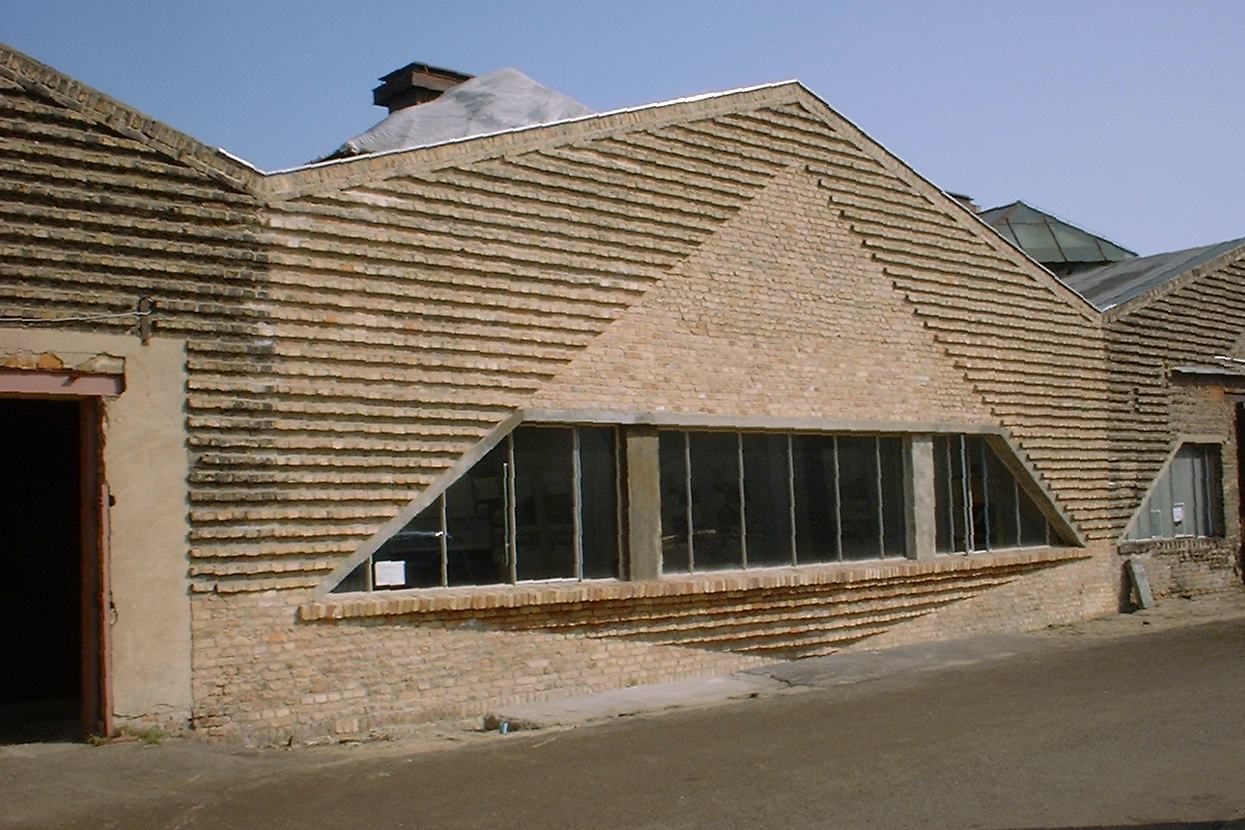
Kalapgyár
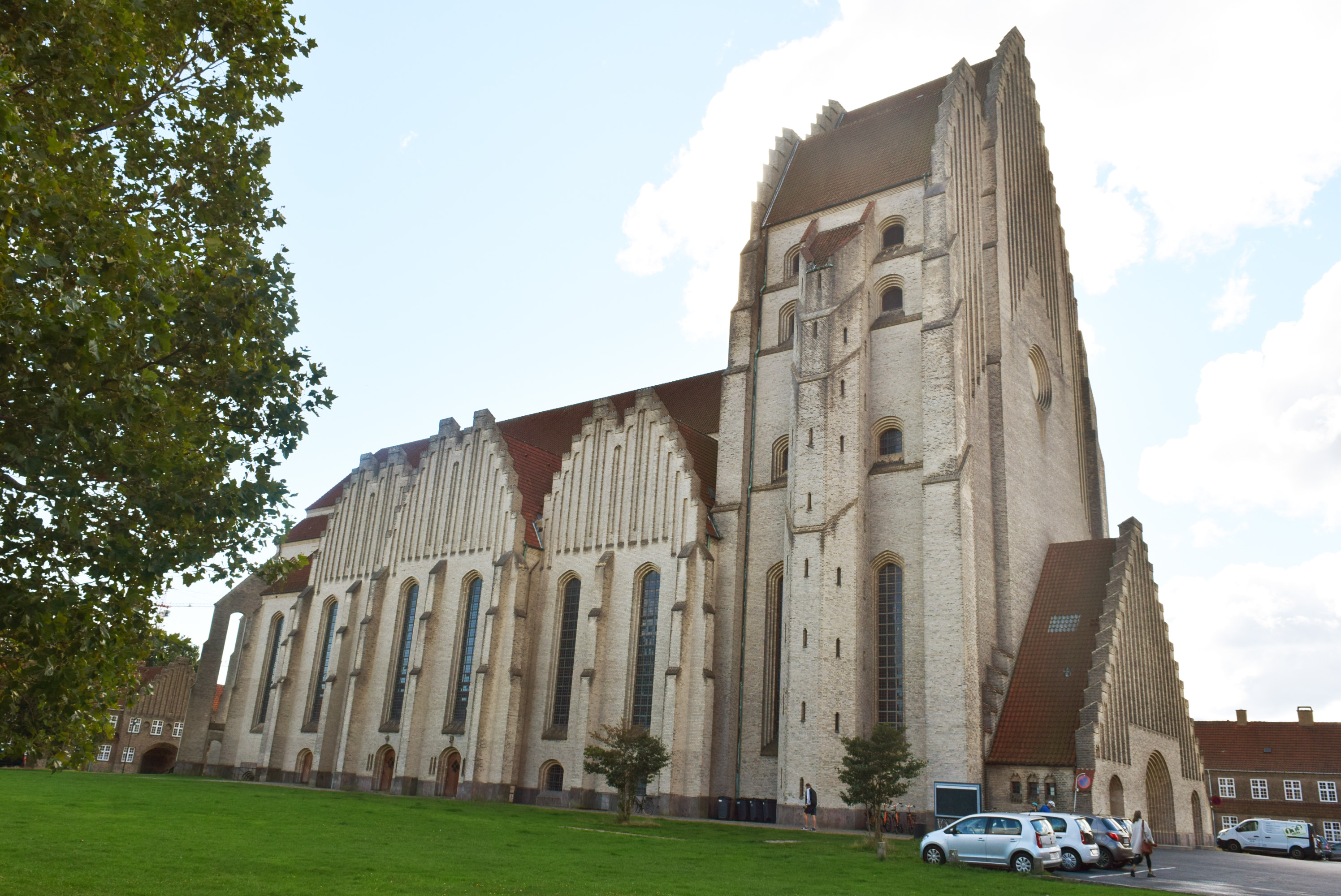
Grundtvig-templom
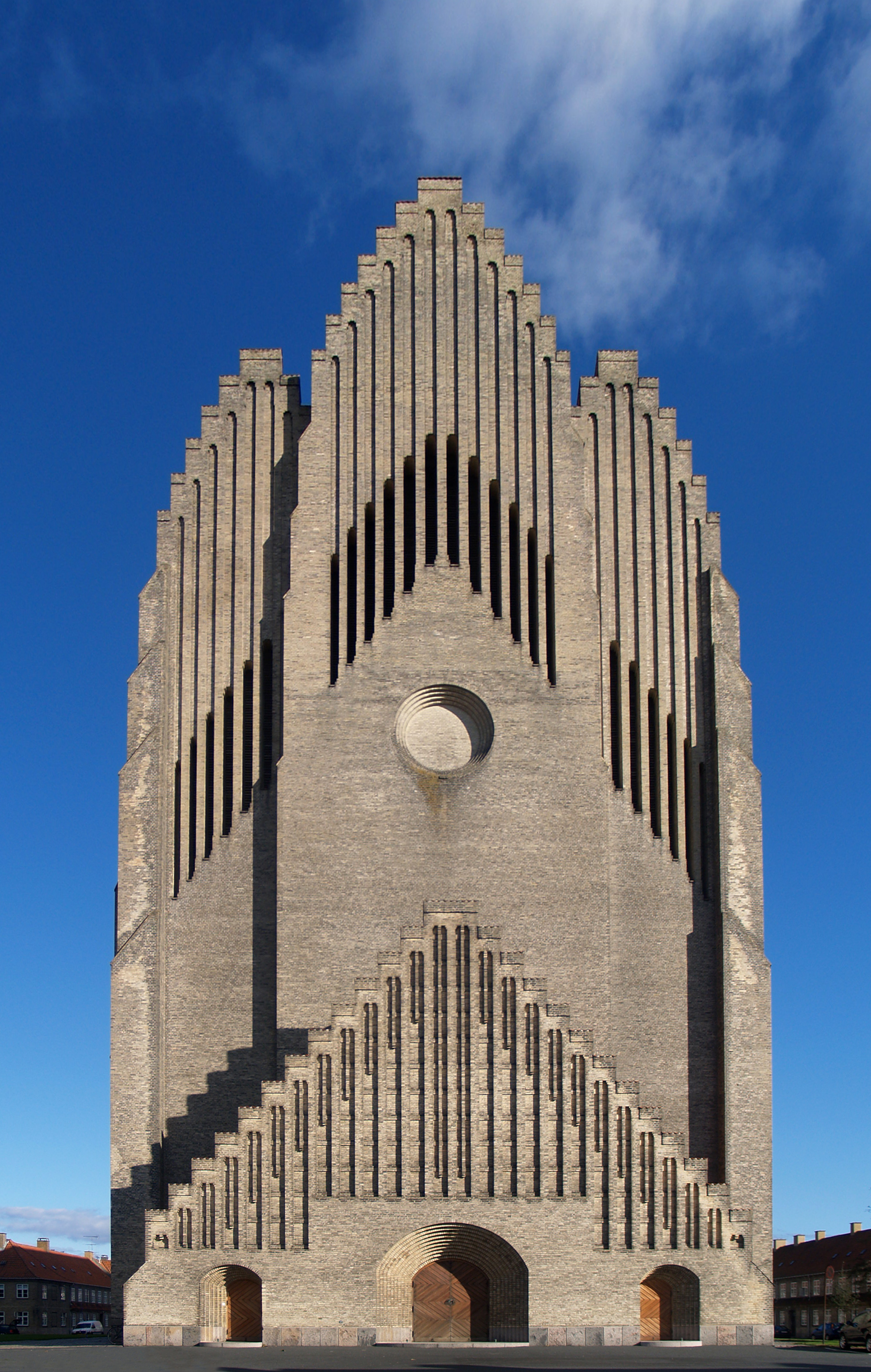
Grundtvig-templom
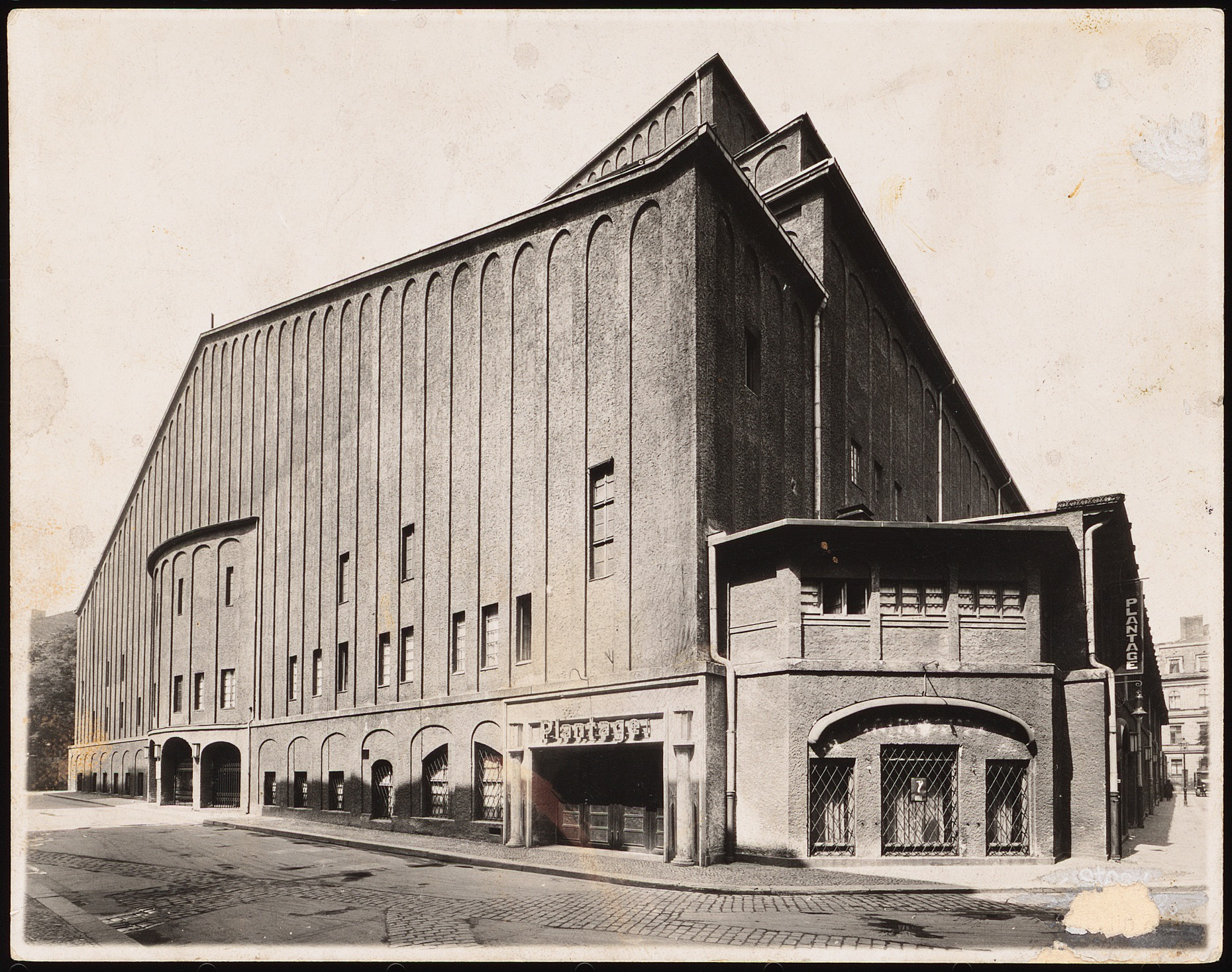
Nagyszínház, főhomlokzat
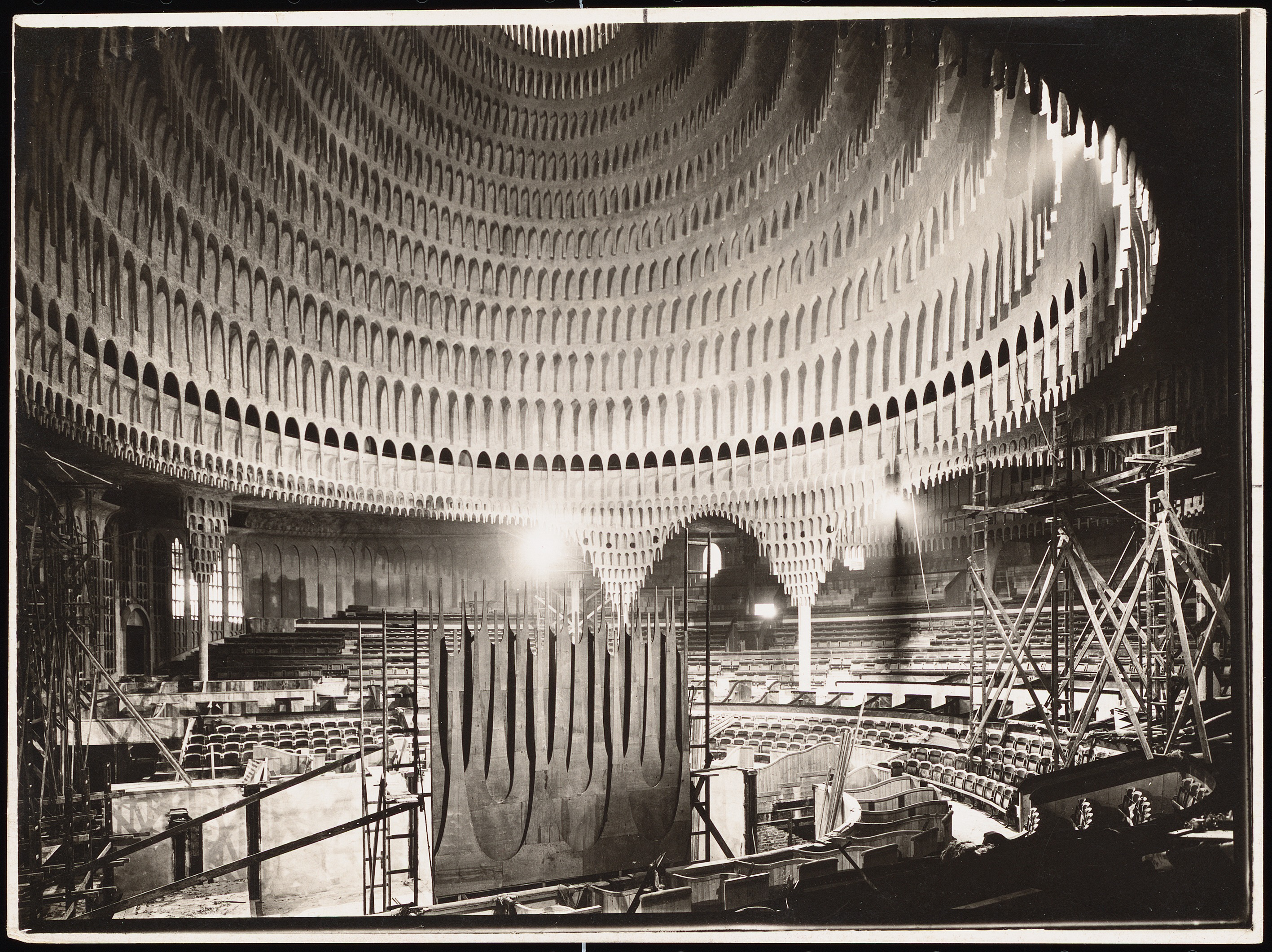
Nagyszínház, belső, 1919
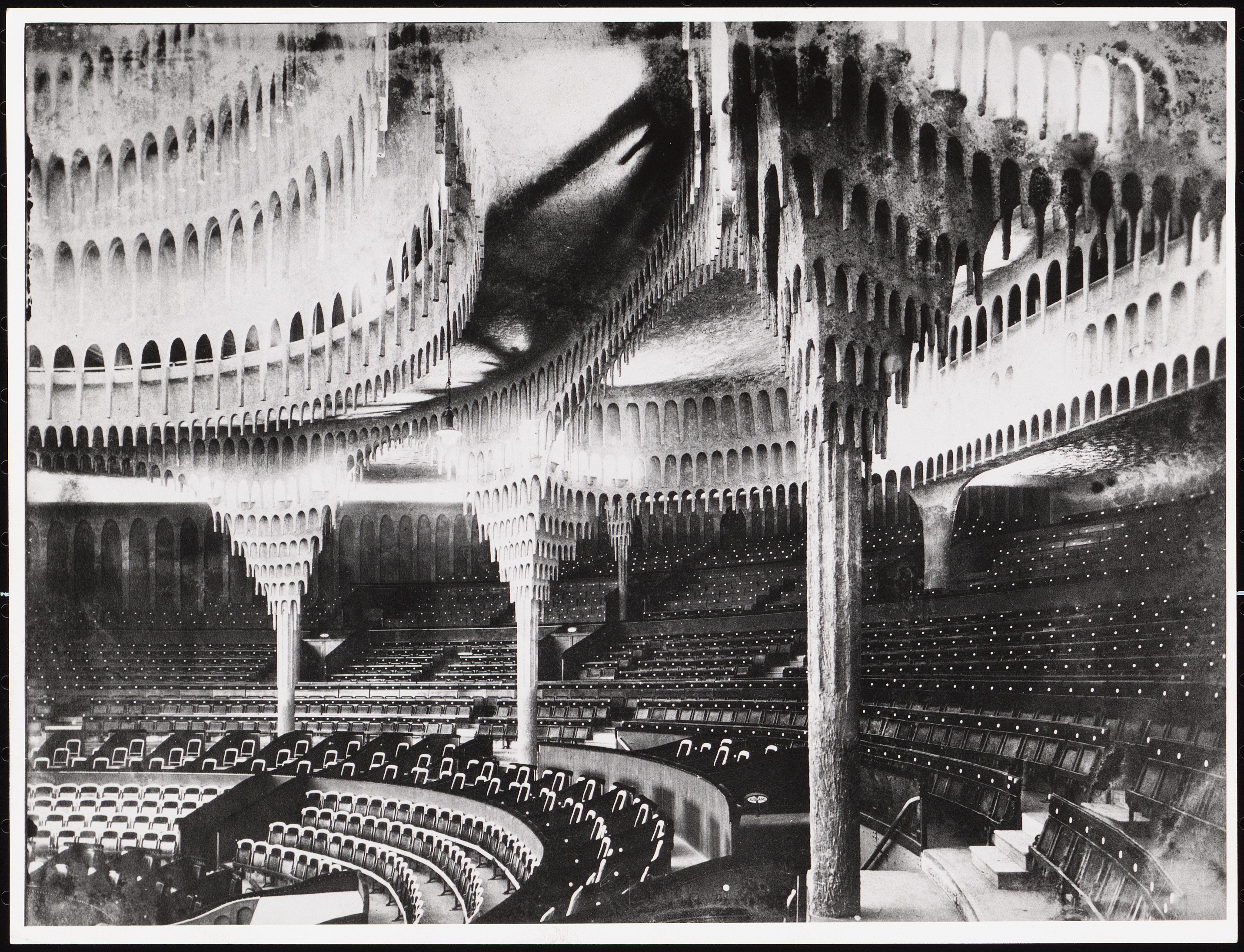
Nagyszínház, belső, 1919
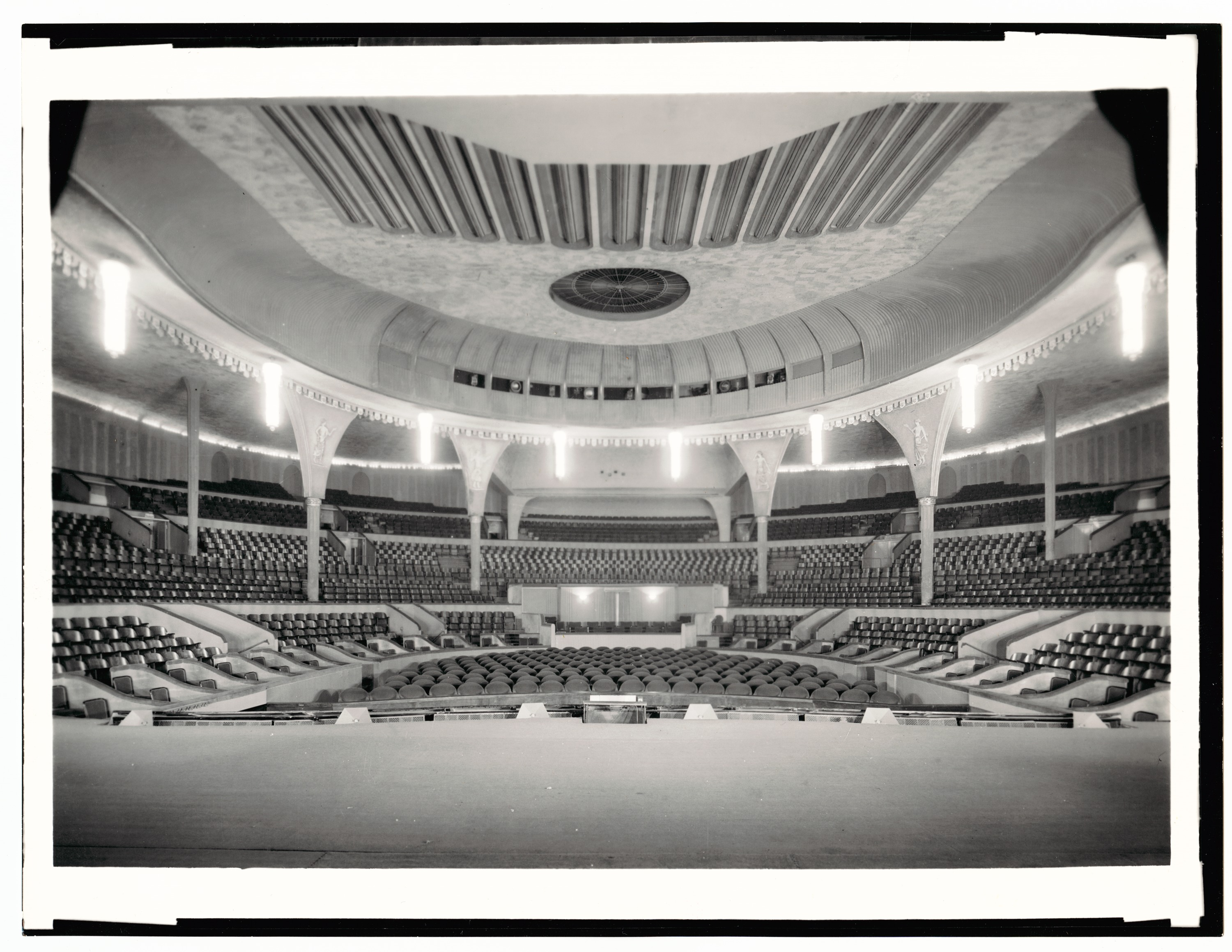
Nagyszínház, belső, 1941 (már nem expresszionista formában)
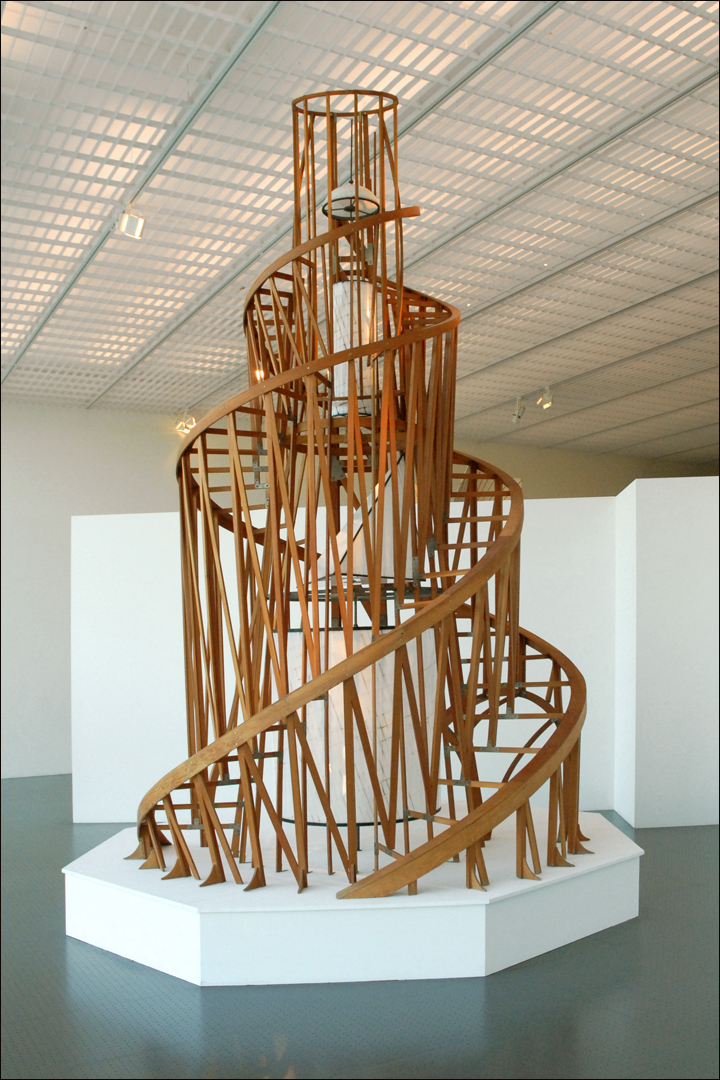
Internacionálé emlékmű (modell)

## További külső hivatkozások
- Erich Mendelsohn, az expresszionista építészet előfutára Archiválva 2024. március 28-i dátummal a Wayback Machine-ben (fahrenheitmagazine.com, 2020. ápr. 21.)